# 布兰城堡

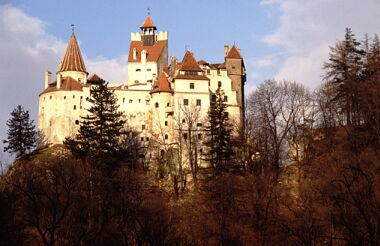
布蘭城堡（南側）

布蘭城堡（羅馬尼亞語：Castelul Bran）位於羅馬尼亞的布拉索夫县布蘭鄉，坐落于布拉索夫市西南约25公里处，别称“德古拉城堡”，是特兰西瓦尼亚的地标性建筑之一。古堡历史上曾长期发挥军事要塞作用，后改建为羅馬尼亞王室驻地、行宫之一，现今则成为罗马尼亚著名的旅游景点。

## 歷史

### 军事要塞
布兰城堡的原址曾有一座兴建于13世纪的木质堡垒。1211年-1225年期间，匈牙利国王安德拉什二世将布尔岑兰地区交由条顿骑士团管理，其间，骑士团在特兰西瓦尼亚与瓦拉几亚历史边界上的一处山口要道设立了木质堡垒。这座木质堡垒1242年毁于蒙古入侵时期。
1377年，根据文献记载，匈牙利国王拉约什一世于11月19日颁布法案，给予喀琅施塔特（布拉索夫的德语名称）的萨克森人在布蘭修建新砖石城堡的特权，资金、劳力由其自理。城堡建成后被用于哨戒、军队屯驻、征税等作用，喀琅施塔特的萨克森裔居民还对周边土地进行了开垦，并在之后获得了开办集市及免税等方面的特权。
布兰城堡在建成后一直由匈牙利王国及其附庸所有。1407年，匈牙利国王兼神圣罗马皇帝西吉斯蒙德将城堡（不包括周边领地）授予瓦拉几亚王公米尔恰一世；1427年-1533年间，城堡成为匈牙利王室财产，而后重新归布拉索夫市所有。直到19世纪，布兰城堡一直作为军事要塞发挥重要作用，之后则逐渐失去其戰略重要性。

### 辗转改建
1920年，随着特里亚农条约的签署，匈牙利将特兰西瓦尼亚割让给了罗马尼亚王国。同年，布拉索夫市議會將城堡贈予羅馬尼亞国王斐迪南一世的王后瑪麗（瑪麗·亞歷珊德拉·維多利亞）。王室对城堡进行了全面的改建和翻新，改建后的布兰城堡成为玛丽王后个人最喜爱的行宫和度假地。
1938年玛丽王后离世后，城堡由其幼女伊萊亞娜公主继承。1948年羅馬尼亞王室被推翻後，新成立的社会主义政权羅馬尼亞人民共和國将城堡沒收为国有财产，並於1956年作為歷史藝術博物館對外開放。1989年羅發生政權更迭，新羅馬尼亞政府逐步歸還了王室部分財產。羅馬尼亞政府於2006年初通過法例，將共產主義政權時代被沒收的產業歸還業主，並成立“產業基金”，向有損失的業主及其后嗣进行賠償。同年5月，當地政府文化部決定將古堡歸還给伊萊亞娜公主之子——多米尼克·冯·哈布斯堡大公，并于2009年正式移交，设立了以近现代罗马尼亚王室行宫为主题的私人博物馆。

## 旅游业
布兰城堡现为哈布斯堡-洛林家族托斯卡纳支系的私产，开设为私人博物馆，展出瑪麗王后和伊萊亞娜公主收藏的艺术品和家具，进行复原式的历史陈设。城堡山脚下的小型露天博物馆则展示了布兰地区的罗马尼亚传统农民建筑和用具。
布兰城堡经常以其别名“德古拉城堡”闻名，并被宣传为布莱姆·斯托克所著吸血鬼小说《德拉古拉》中的主人公德古拉伯爵的故乡。这一传说是随现代旅游业的发展应运而生的。就史实而言，德古拉伯爵的主要历史原型——瓦拉几亚王公“穿刺大公”弗拉德三世并未居住于布兰城堡，甚至从无任何明确的联系；而就小说文本而言，小说中描绘的德古拉伯爵的城堡也与布兰城堡并不相符。但布兰城堡在流行文化和旅游宣传中仍然常与德古拉伯爵和吸血鬼传说联系在一起；布兰城堡周围也设有与吸血鬼传说相关的游艺项目，相关的旅游纪念品也时常可见。

## 图集

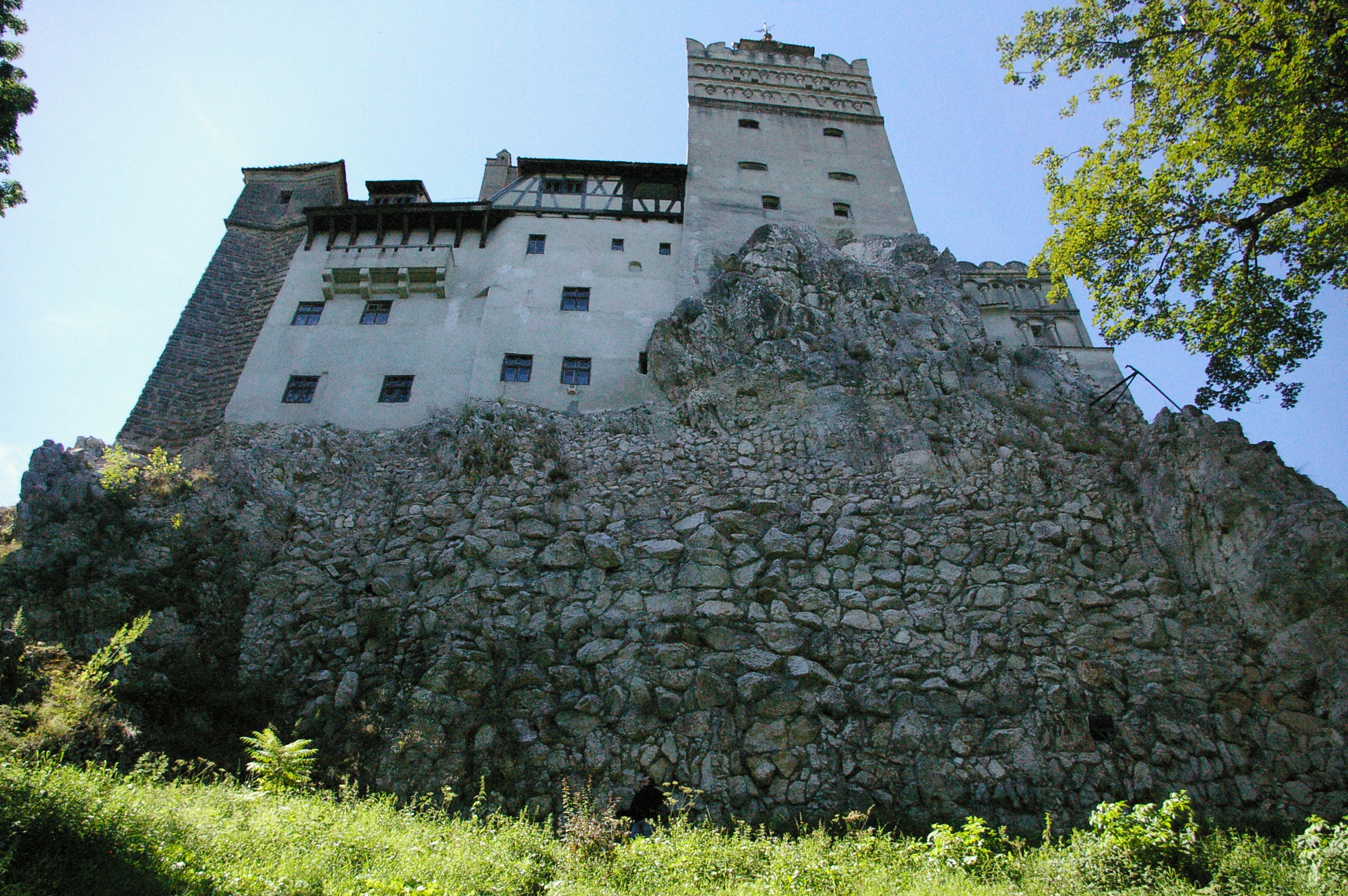
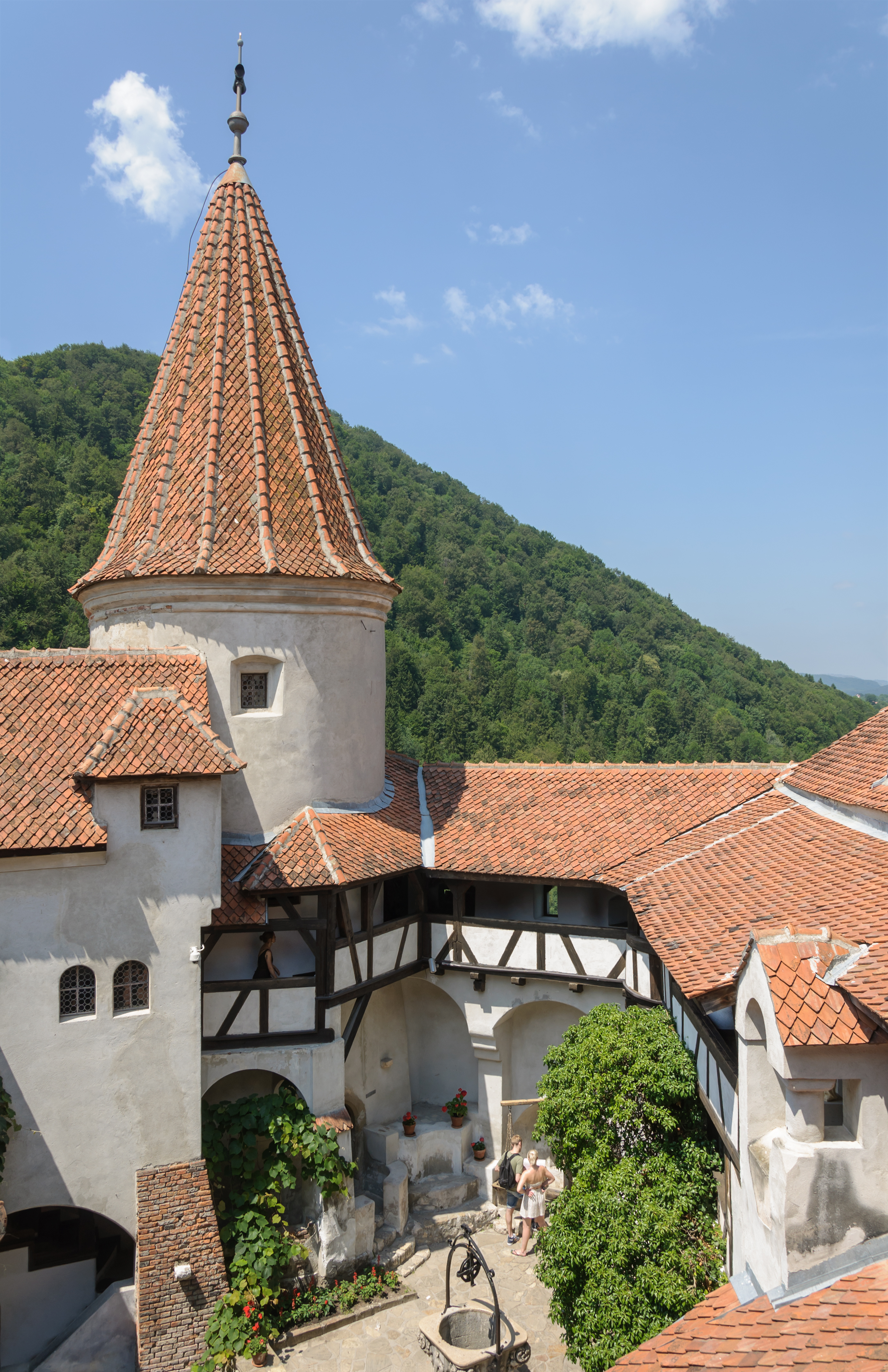
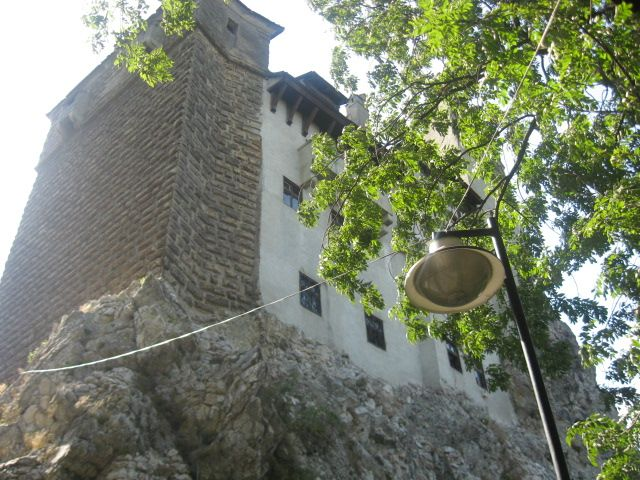
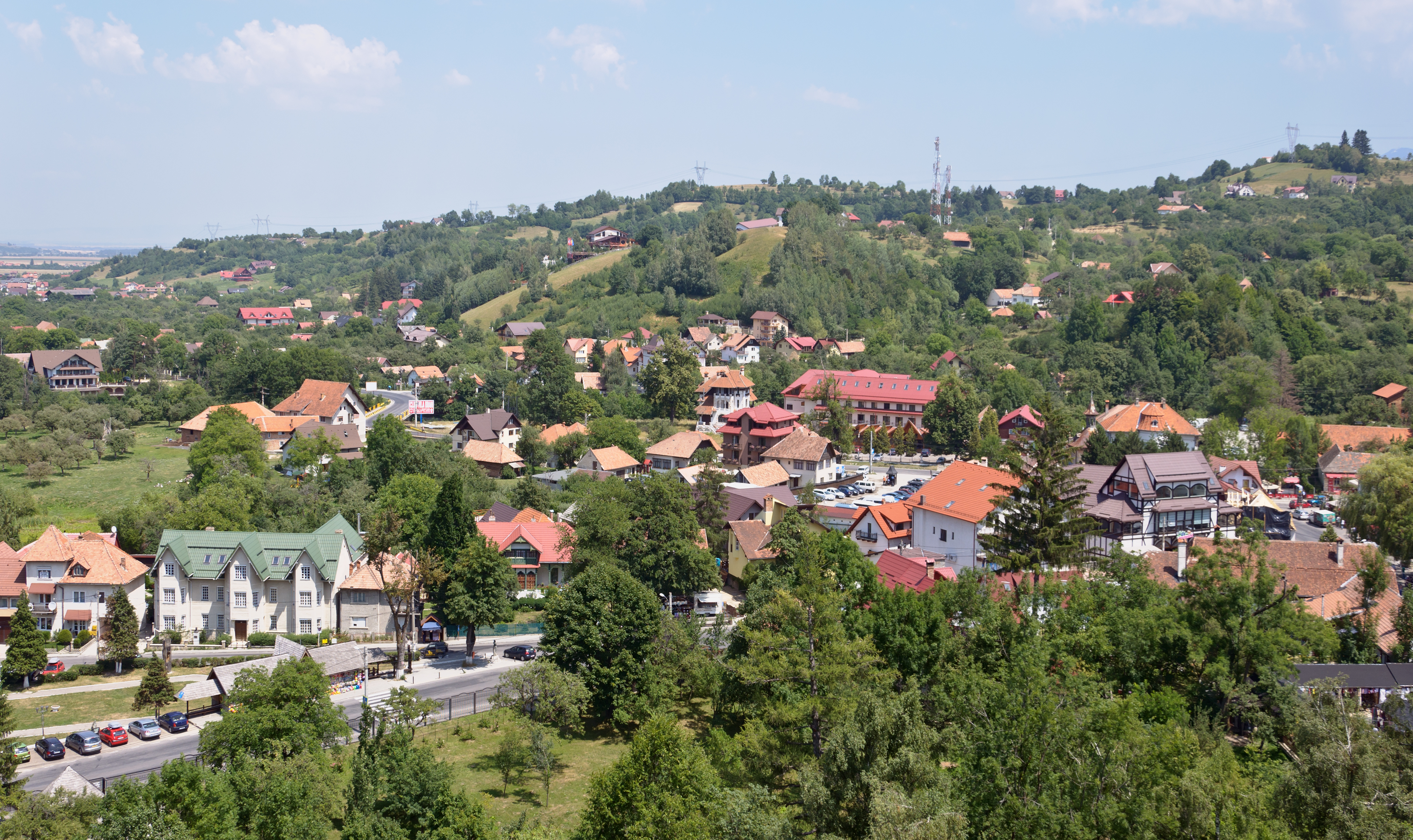
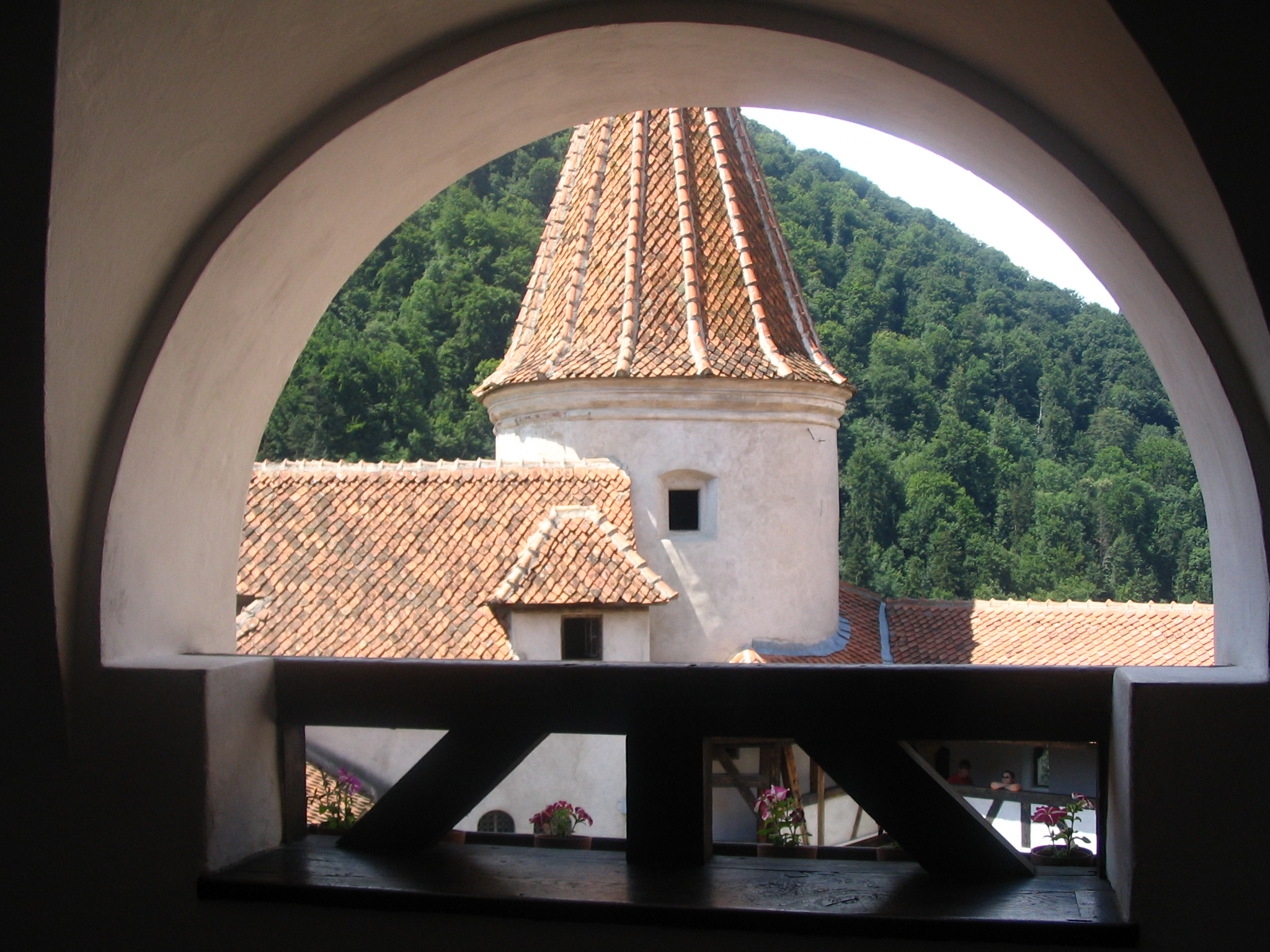
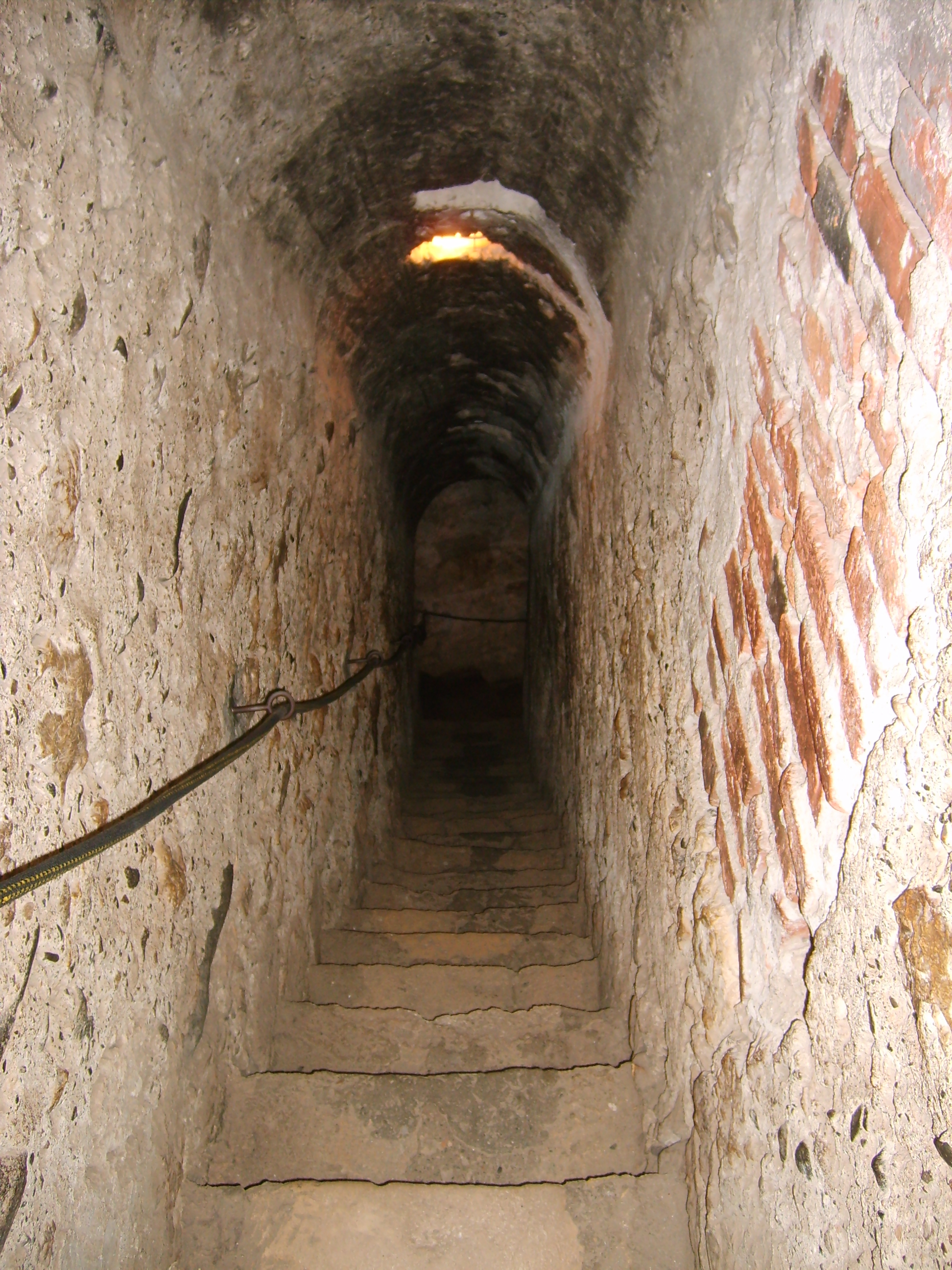
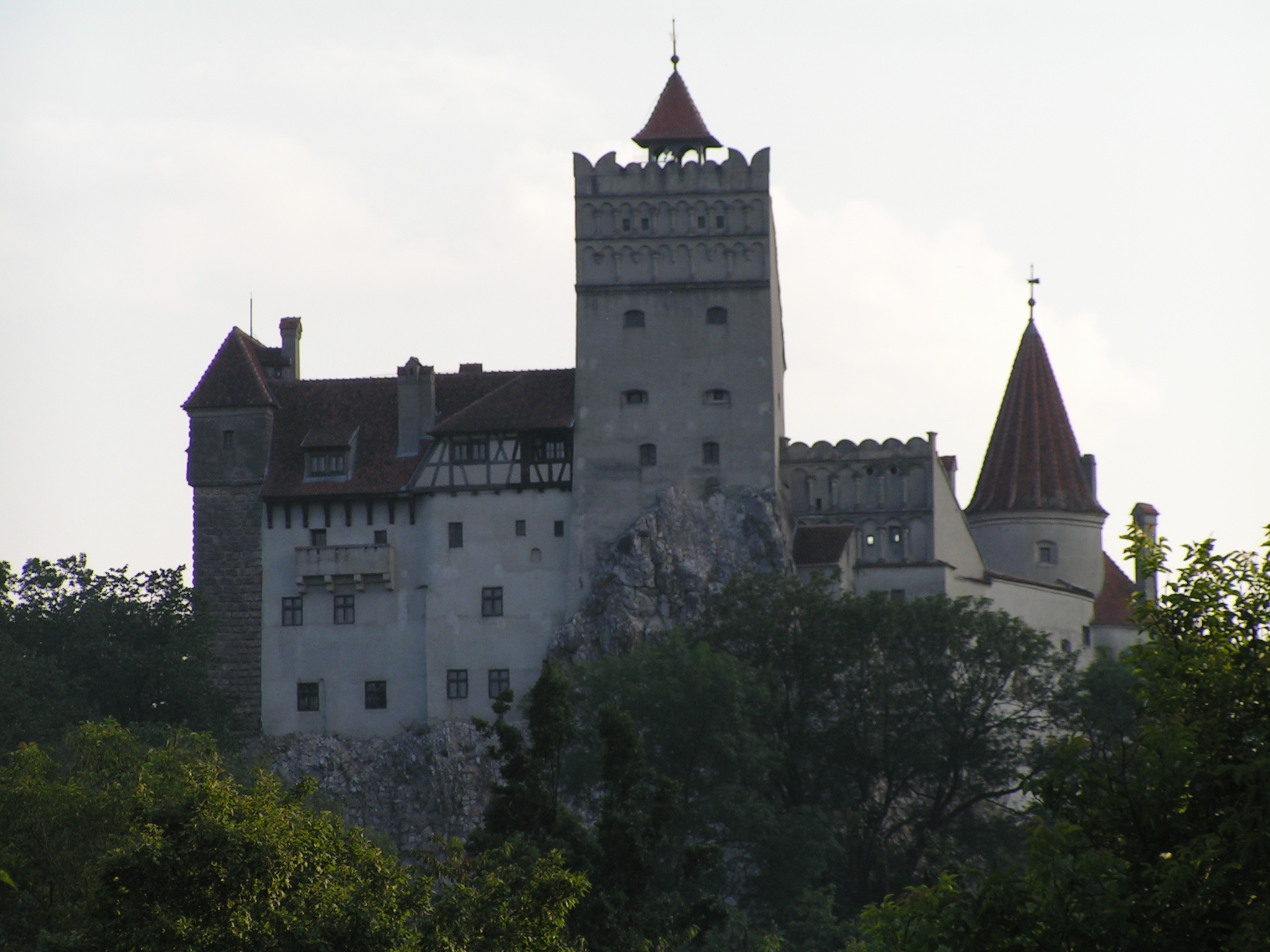
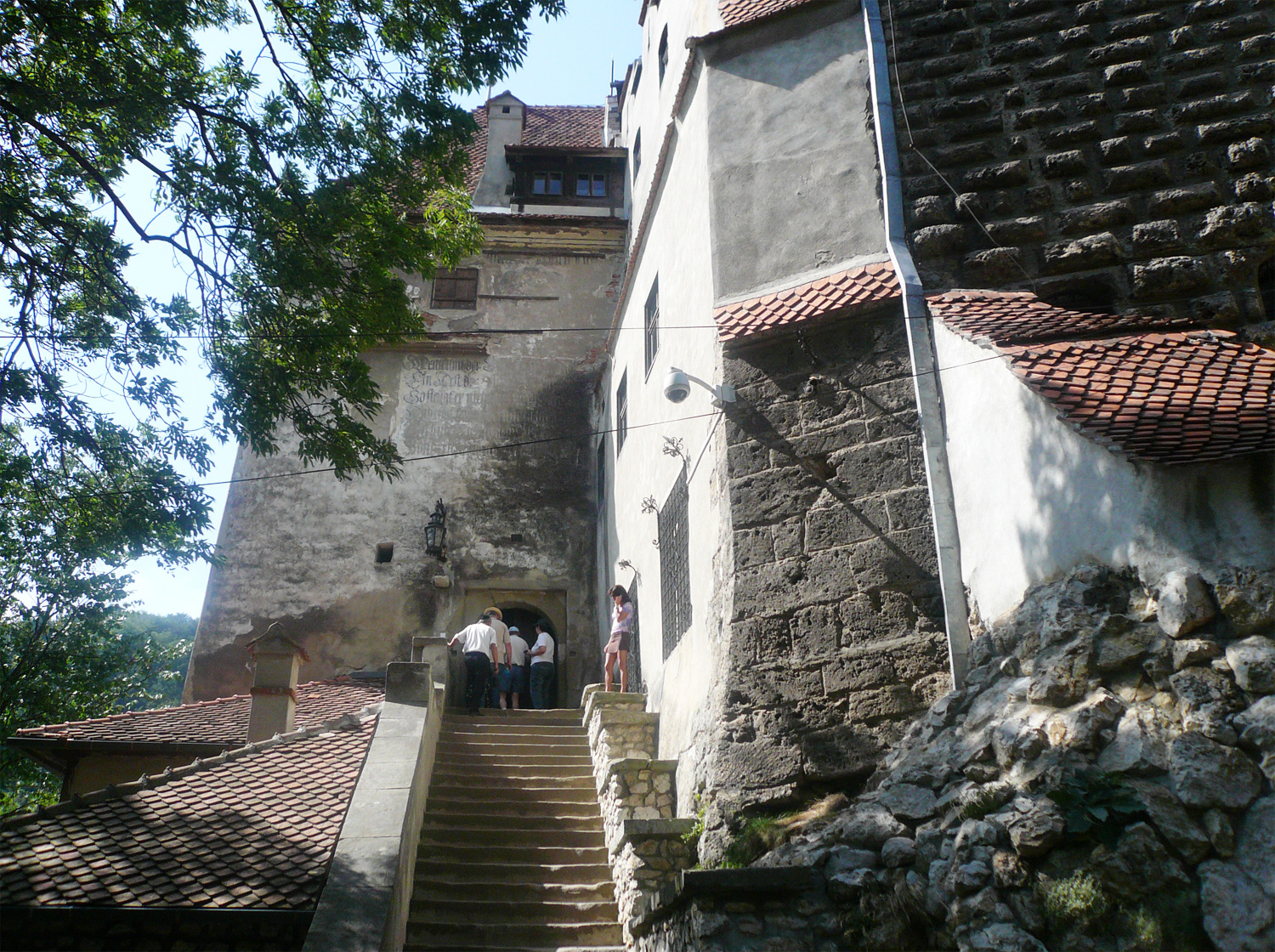
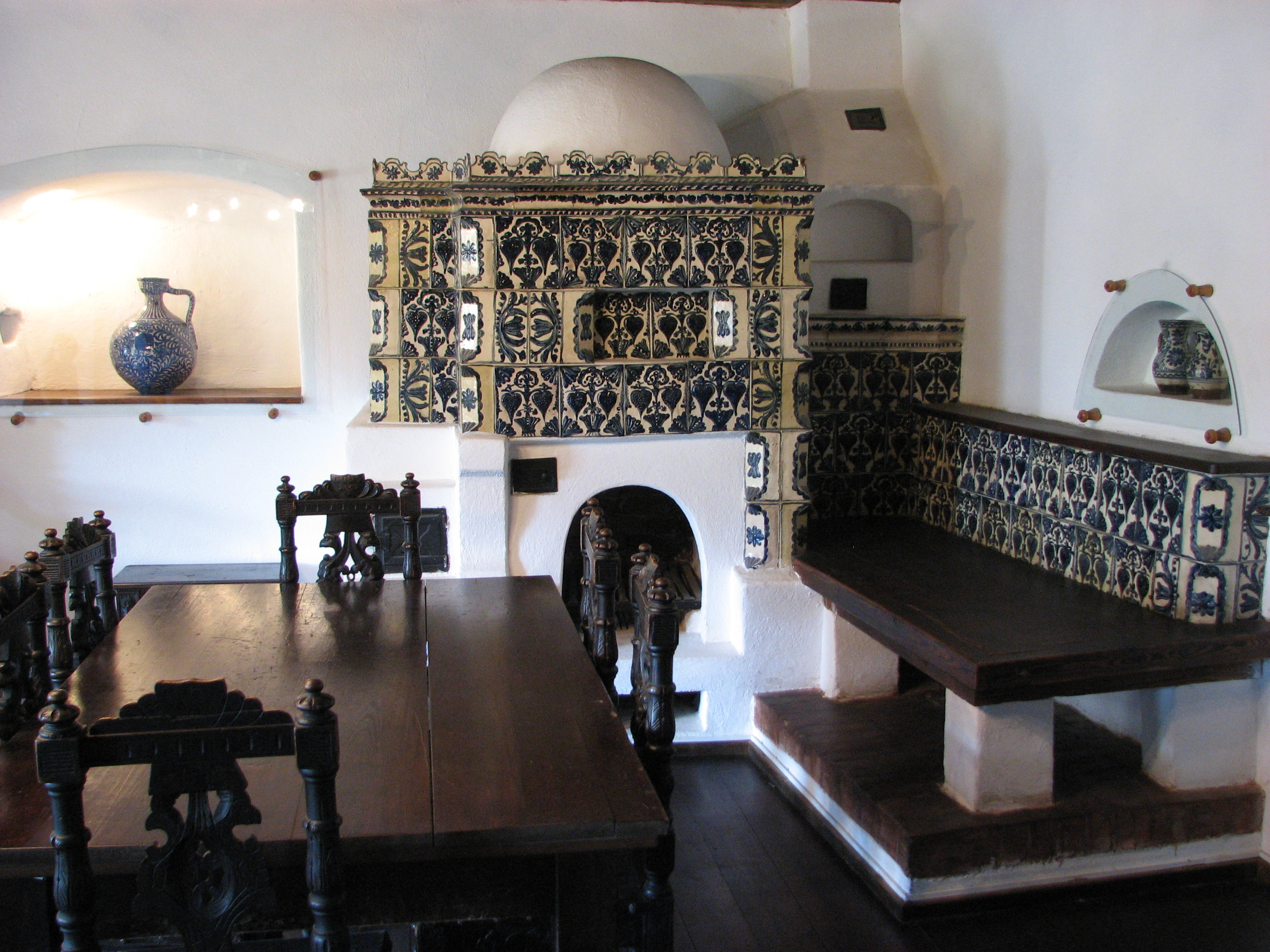
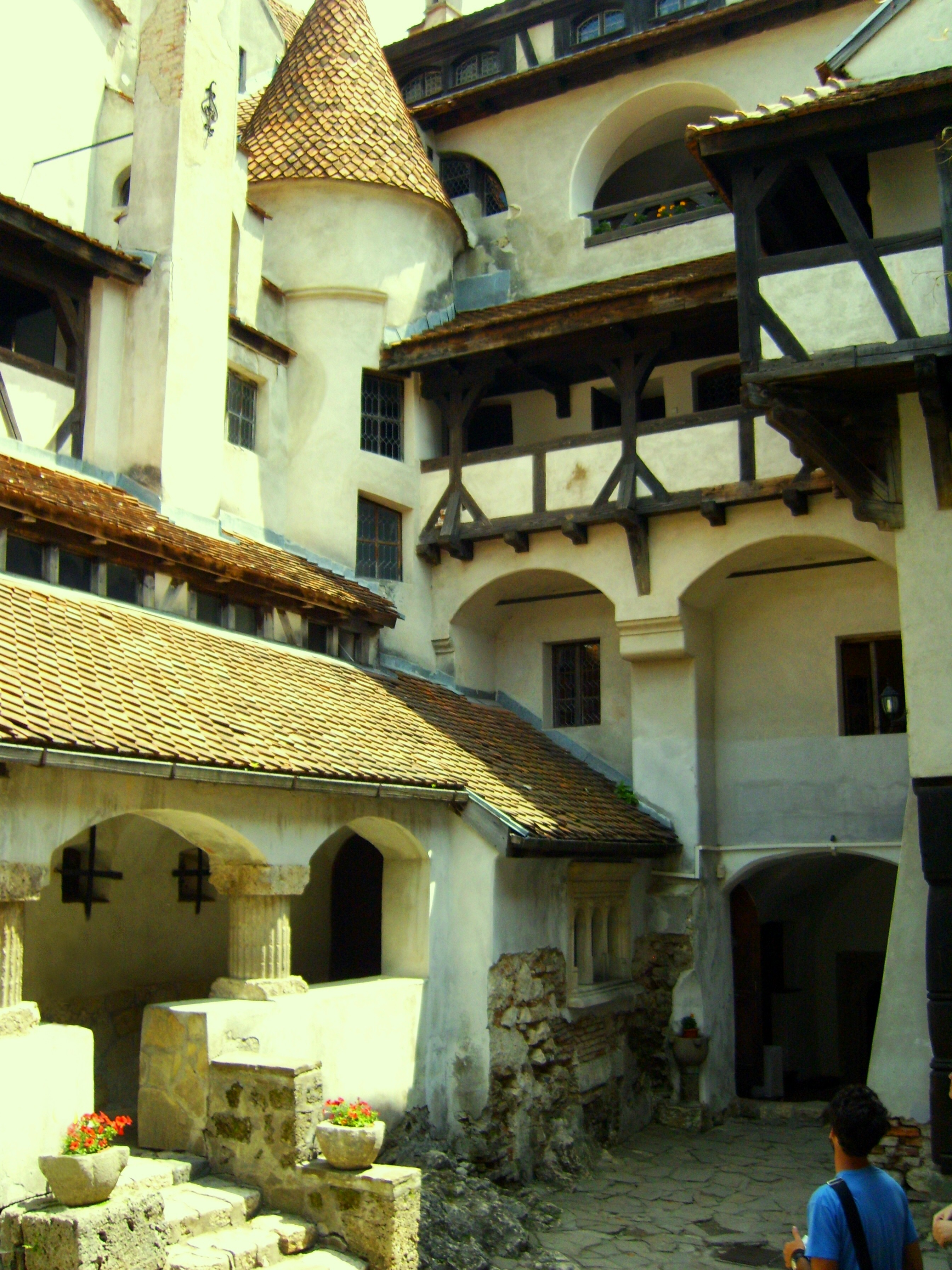
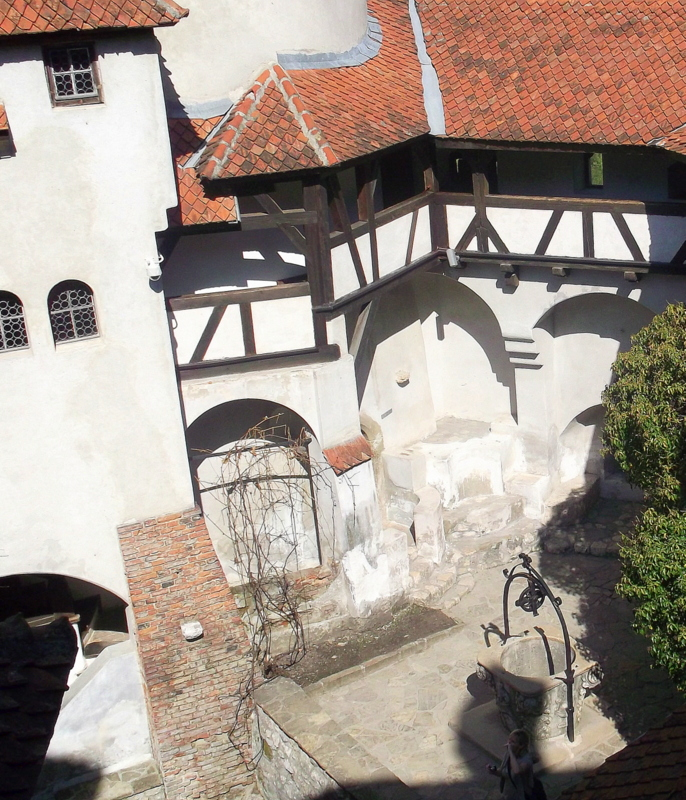
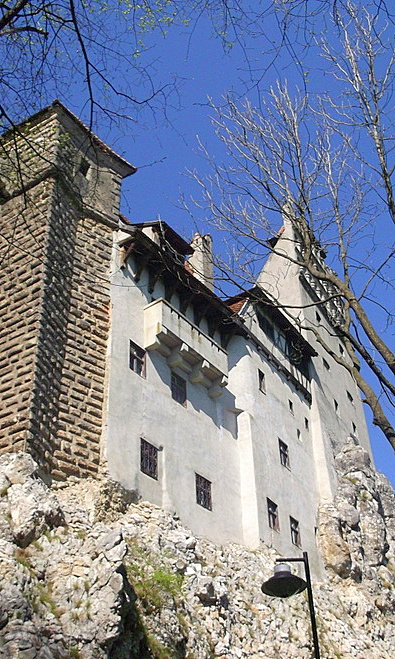